# Довжнів
Довжнів (пол. Dłużniów) — село в Польщі, у гміні Долобичів Грубешівського повіту Люблінського воєводства. Населення — 58 осіб (2011).

## Історія
1882 року в селі зведено греко-католицьку дерев'яну церкву Воздвиження Чесного Хреста.
Латинник Данило, що народився в селі 1898 р. був стрільцем в Українській галицькій армії. Мешкав у с. Варяж.
На 1 січня 1939 року село належало до Сокальського повіту Львівського воєводства, в селі мешкало 680 осіб, з них 530 українців-греко-католиків, 130 українців-римокатоликів, 5 поляків, 15 євреїв.
327 українців села попали 16—20 липня 1947 року під етнічну чистку під час проведення операції «Вісла» і були депортовані на понімецькі землі у західній та північній частині польської держави, що до 1945 належали Німеччині. У селі залишилося 73 поляки. Ще 8 українців підлягали виселенню.
Після 1947 року церкву Воздвиження Чесного Хреста було закрито, пізніше перетворено на римо-католицький костел.
У 1975—1998 роках село належало до Замойського воєводства.

## Церква
До виселення українців у селі була дерев'яна парафіяльна греко-католицька церква Воздвиження Чесного Хреста, збудована в 1882 році. Належала до Варяжського деканату Перемишльської єпархії.

## Населення
Демографічна структура станом на 31 березня 2011 року:
|          | Загалом | Допрацездатний вік | Працездатний вік | Постпрацездатний вік |
| -------- | ------- | ------------------ | ---------------- | -------------------- |
| Чоловіки | 29      | 3                  | 22               | 4                    |
| Жінки    | 29      | 4                  | 20               | 5                    |
| Разом    | 58      | 7                  | 42               | 9                    |

## Відомі люди

### Народились
- Іван Базарко (1910—1989) — громадський діяч української діаспори, у 1966—1980 голова Українського конґресового комітету Америки, 1981—1983 президент Світового Конґресу Вільних Українців.